# Jason Harris (cầu thủ bóng đá, sinh năm 1969)
Jason Mark Harris (sinh ngày 26 tháng 12 năm 1969) là một cựu cầu thủ bóng đá người Anh từng thi đấu ở vị trí tiền vệ. Ông thi đấu 4 trận tại Football League cùng với Burnley, có màn ra mắt trong chiến thắng 3–1 trước Lincoln City vào ngày 22 tháng 11 năm 1986.